# العلاقات السودانية الهندية
العلاقات السودانية الهندية هي العلاقات الثنائية التي تجمع بين السودان والهند.

## مقارنة بين البلدين
هذه مقارنة عامة ومرجعية للدولتين:
| وجه المقارنة                                              | السودان                     | الهند                       |
| --------------------------------------------------------- | --------------------------- | --------------------------- |
| المساحة (كم2)                                             | 1.89 مليون                  | 3.29 مليون                  |
| عدد السكان (نسمة)                                         | 50.05 مليون (2023)          | 1.35 مليار                  |
| الكثافة السكانية (ن./كم²)                                 | 21.44                       | 410.33                      |
| العاصمة                                                   | الخرطوم                     | نيودلهي                     |
| اللغة الرسمية                                             | اللغة العربية، لغة إنجليزية | اللغة الهندية، لغة إنجليزية |
| العملة                                                    | جنيه سوداني                 | روبية هندية                 |
| الناتج المحلي الإجمالي (بليون دولار)                      | 117.49 مليار                | 2.60 تريليون                |
| الناتج المحلي الإجمالي (تعادل القوة الشرائية) بليون دولار | 176.55 مليار                | 8.00 تريليون                |
| الناتج المحلي الإجمالي الاسمي للفرد دولار أمريكي          | 2.41 ألف                    | 1.60 ألف                    |
| الناتج المحلي الإجمالي للفرد دولار أمريكي                 | 4.07 ألف                    | 5.70 ألف                    |
| مؤشر التنمية البشرية                                      | 0.479                       | 0.609                       |
| رمز المكالمات الدولي                                      | +249                        | +91                         |
| رمز الإنترنت                                              | سودان                       | .in، .भारत ‏، .بھارت ‏،        |
| المنطقة الزمنية                                           | ت ع م+03:00، ت ع م+02:00    | ت ع م+05:30، توقيت الهند    |

## منظمات دولية مشتركة
يشترك البلدان في عضوية مجموعة من المنظمات الدولية، منها:
| علم المنظمة | اسم المنظمة                        | تاريخ انضمام السودان | تاريخ انضمام الهند |
| ----------- | ---------------------------------- | -------------------- | ------------------ |
|             | يونسكو                             | 26 نوفمبر 1956       | 4 نوفمبر 1946      |
|             | الفريق المعني برصد الأرض           | ?                    | ?                  |
|             | مؤسسة التمويل الدولية              | 21 أكتوبر 1960       | 20 يوليو 1956      |
|             | منظمة حظر الأسلحة الكيميائية       | ?                    | ?                  |
|             | مؤسسة التنمية الدولية              | 24 سبتمبر 1960       | 24 سبتمبر 1960     |
|             | وكالة ضمان الاستثمار متعدد الأطراف | 7 نوفمبر 1991        | 6 يناير 1994       |
|             | الاتحاد البريدي العالمي            | ?                    | ?                  |
|             | منظمة الشرطة الجنائية الدولية      | ?                    | ?                  |
|             | الأمم المتحدة                      | 12 نوفمبر 1956       | 30 أكتوبر 1945     |
|             | الاتحاد الدولي للاتصالات           | 23 أكتوبر 1957       | 1869               |
|             | البنك الدولي للإنشاء والتعمير      | 5 سبتمبر 1957        | 27 ديسمبر 1945     |
|             | البنك الإفريقي للتنمية             | ?                    | ?                  |

## أعلام
هذه قائمة لبعض الشخصيات التي تربطها علاقات بالبلدين:
- أنوشا دانديكار (ممثلة هندية، 9 يناير 1981 – )

## وصلات خارجية
- موقع وزارة الخارجية السودانية
- موقع وزارة الخارجية الهندية